# Stea variabilă FK Comae Berenices
Stelele variabile de tipul FK Comae Berenices sunt un tip de stele variabile ale căror variații de luminozitate sunt de numai câteva zecimi de magnitudine. Acestea sunt gigante de tip spectral G sau K care se rotesc în jurul axei lor cu viteză mare și a căror suprafață are o luminozitate neuniformă. Perioada de variație a acestor variabile corespunde perioadei lor de rotație, dar ar putea fi și binare spectroscopice. Este posibil ca aceste stele să reprezinte o etapă ulterioară în evoluția unui sistem binar cu un înveliș comun, în care cele două nuclee au fuzionat deja.
FK Comae Berenices (prototipul clasei), 31 Comae Berenices (LS Comae Berenices), 28 Monocerotis (V645 Monocerotis), UZ Librae și OU Andromedae (HR 9024) sunt exemple ale acestui tip de stele variabile.

## Variabilitate
Variația luminozității stelelor variabile de tip FK Comae Berenices este sub 0,5 magnitudini și, în majoritatea cazurilor, nu depășește 0,1 magnitudini. Perioadele de variație de câteva zile, precum și amplitudinea și forma curbei luminozității, nu sunt constante. În plus față de variațiile fotometrice, liniile spectrale H și K ale ionului de calciu din cromosferă, precum și liniile spectrale din seria Balmer, variază în același ciclu. Inițial, stelele variabile de tip FK Comae Berenices au fost definite ca fiind cauzate de stele singure, spre deosebire de stelele variabile de tip RS Canum Venaticorum. Cu toate acestea, variațiile periodice ale vitezei radiale au fost descoperite la steaua UZ Librae și FK Comae Berenices, ceea ce a fost interpretat ca mișcare orbitală într-un sistem binar, invalidând astfel ipoteza stelei singure. Două ipoteze au fost propuse ca factori pentru variația luminozității stelelor variabile de tip FK Comae Berenices:
1. Variații periodice ale luminozității cauzate de regiunile luminoase apărute în timpul rotației. Partea din gigant unde materia din steaua companioană lovește gigantul este luminoasă.
2. Variația luminozității este cauzată de petele stelare care sunt distribuite inegal pe suprafața gigantului în rotație.
În prezent, cea de-a doua ipoteză este în general acceptată.

## Reproducerea petelor solare
Prin observațiile fotometrice, este posibil să se estimeze dimensiunea și distribuția petelor solare pe baza curbelor de luminozitate. Totuși, această metodă depinde de multe presupuneri, cum ar fi faptul că petele solare sunt de formă circulară, ceea ce face ca reproducerea lor să fie insuficientă chiar și prin fotometrie colorată. Pe de altă parte, tomografia Doppler de înaltă rezoluție permite determinarea clară a temperaturii și formei petelor solare. De asemenea, datorită vitezei de rotație a stelelor de peste 100 km/s, lățimea liniei spectrale cauzată de rotație este mare, permițând identificarea precisă a regiunilor individuale ale suprafeței stelare care corespund contururilor liniilor de absorbție. Odată cu rotația, fiecare regiune de pe suprafața stelei se deplasează prin liniile de absorbție, ceea ce permite decompunerea indirectă a suprafeței stelare până la un grad de detaliu de câțiva grade prin analiza mai multor linii de absorbție.

## Caracteristicile petelor solare
Fluxul magnetic în petele solare ale stelelor variabile de tip FK Comae Berenices poate atinge sute de gauss. Intensitatea liniilor de emisie de hidrogen variază odată cu modificările în luminozitate și intensitatea câmpului magnetic. Temperatura petelor solare este cu aproximativ 1000K mai mică decât temperatura suprafeței altor zone, fără a se putea distinge întunecătura (umbra) de semiumbra (penumbra). În stelele variabile de tip FK Comae Berenices, se poate detecta și rotația diferențială, deoarece, similar cu Soarele, rotația devine mai lentă pe măsură ce se apropie de polii, influențând viteza de deplasare a petelor solare. De asemenea, se observă fenomenul "flip-flop", unde regiunile considerate a fi locurile de apariție a petelor solare se pot deplasa brusc cu aproximativ 180 de grade longitudine, similar cu stelele variabile de tip BY ale constelației Draco. De asemenea, poate apărea și o discrepanță a fazei petelor solare diferite de flip-flop, cu diferențe de aproximativ 180 de grade în schimbare de fază. Explicația acestor fenomene prin teoria dinamului rămâne o problemă nerezolvată."

## Formarea
Stelele observate ca stele variabile de tip FK Comae Berenices au o perioadă de observare foarte scurtă. Activitatea intensă a stelei generează vânturi stelare care provoacă radiații X puternice din coroana solară. Aceste vânturi stelare se deplasează de-a lungul liniilor deschise de câmp magnetic în spațiul cosmic și se îndepărtează de stea. Acest lucru duce la pierderea momentului torcional și la încetinirea vitezei de rotație a stelei. Cu toate acestea, stelele de tip FK Comae Berenices nu sunt tinere ca stelele formate acum câteva milioane de ani și, prin urmare, viteza lor de rotație poate fi accelerată de materialul provenit de la steaua companion care curge în gigant, crescând astfel momentul torcional, sau poate fi rezultatul unei fuziuni stelare într-un sistem binar care a format o singură stea cu rotație rapidă. Când viteza de rotație a stelei FK Comae Berenices scade, masa sa relativ mare în raport cu vârsta sa duce la transformarea sa într-o stea hoinară albastră. Se crede că stelele variabile de tip FK Comae Berenices au fost cândva stele variabile de tip W din Ursa Mare sau novae roșii cu luminositate mare.
Descoperirea liniilor de litiu în spectrele câtorva stele variabile de tip FK Comae Berenices contrazice ipoteza că aceste stele au fost formate prin fuziunea stelelor în sisteme binare. Atomii de litiu se descompun la temperaturi mai joase decât cele necesare pentru arderea hidrogenului în interiorul stelelor, astfel că în cazul unei fuziuni stelare, o amestecare puternică ar fi trebuit să elimine litiul. Prin urmare, s-a propus un alt scenariu conform căruia, în timpul evoluției către gigant, stratul convectiv al suprafeței stelei a ajuns la nucleul care se rotește rapid, aducând cu sine momentul cinetic și litiul proaspăt generat.

## Exemple de stele variabile de tip FK Comae Berenices
„Prototipul” este steaua FK Comae Berenices, iar alte exemple includ stelele LS Comae Berenices, AU Andromedae, FI Cancri, UZ Librae, AB Doradus, CM Camelopardalis, ET Draconis, YY Mensae, V372 Cephei, V642 Monocerotis, V645 Monocerotis, V1794 Cygni (HD 199178) și V564 Lyrae.